# 芭芭拉·沃尔特斯
芭芭拉·吉兒·沃尔特斯（英語：Barbara Jill Walters，1929年9月25日—2022年12月30日），美國廣播記者、作家、電視主持人、主播與執行製作人。華特斯以其曾主持過許多電視節目聞名全美，包含诸如《今天》、《观点》、《20/20》與《ABC晚間新聞》。以全職主持人與新聞撰稿人身份退休後，華特斯仍偶爾會為ABC新聞報導新聞。

## 職業生涯
1960年代初期，華特斯與主持人休·唐斯合作，編製了NBC新聞晨間節目《今天》的其中一個新聞欄目。其傑出的訪談能力與觀眾知名度，讓她多了更多曝光機會，因此成為家喻戶曉的電視人物。儘管製播節目功績彪炳，她對唐斯1971年離開後繼任主持人的選擇並未曾置喙。1974年，唐斯的繼任主持人法蘭克·麥吉過世後，華特斯成為該節目的共同主持人，亦是這個全美知名的新聞節目第一位女性主持人。1976年，作為廣播電視界的女性先驅，華特斯成為成為新聞聯播網晚間新聞的第一位女性共同主播，與哈利·李森納共同主持ABC新聞，年收入上看100萬美元。1979至2004年間，華特斯製作並主持了ABC新聞雜誌《20/20》長達25年。
1997年，華特斯製播了日間脫口秀節目《观点》，擔任其共同主持人。2014年，在該節目製播了16季之後，華特斯以《觀點》共同主持人身分退休，退居幕後。華特斯在2015年雖亦以節目執行製作人退休，但翌年即重返崗位。由《觀點》退休後，華特斯曾為《20/20》主持過多則特別報導，並參與調查探索頻道紀錄片的主持工作。此外，華特斯仍繼續主持其ABC特別節目《十大精彩人物》。
1996年，電視指南「全美前50大電視明星」的排行榜中，華特斯名列第34名，2000年時獲得美國國家電視藝術與科學學院頒發終身成就獎。

## 半退休
2013年5月，芭芭拉·華特斯在《观点》（The View）節目中宣布，將於2014年退休。
2014年4月8日，美國廣播公司（ABC）證實，電視記者先驅芭芭拉·華特斯將在5月退休。華特斯的職業生涯長達半世紀以上，她以專訪政治人物和名流知名。現年84歲的華特斯早已證實，將在2014年退休，如今她決定在5月16日最後1次參與主持美廣脫口秀「觀點」（The View）後，就為自己53年廣電生涯劃下句點。
2014年5月16日芭芭拉·華特斯正式榮休，美國「主播女王」53年的電視新聞事業就此结束，前國務卿希拉里·克林顿、影帝邁克爾·道格拉斯和名嘴奧花·雲費，都在她最後一次主持常設節目驚喜現身，美國25位知名女主播更集體出鏡，向替她們打碎「玻璃天花板」的芭芭拉致敬。美國廣播公司（ABC）16日晚另播放華特斯的兩小時回顧特輯，5月12日已將紐約的新聞部總部大樓冠上她的名字。芭芭拉·華特斯其實結束的只是每天在《觀點》出鏡，但仍保留監製一職，亦不排除間中主持特別報導和專訪。

## 外部連結
- Barbara Walters在互联网电影资料库（IMDb）上的資料（英文）
- ABC News' "Time Tunnel" page containing clips of numerous newscasts on which Walters appeared （页面存档备份，存于）
- Excerpts from 2008 autobiography, Audition: A Memoir （页面存档备份，存于）
- Barbara Walters Archive of American Television Interview （页面存档备份，存于）
- Barbara Walters Video produced by Makers: Women Who Make America